# Belafike
Belafike is een plaats en commune in het zuiden van Madagaskar, behorend tot het district Ampanihy, dat gelegen is in de regio Atsimo-Andrefana. Tijdens een volkstelling in 2001 telde de plaats 10.137 inwoners.
De plaats biedt enkel lager onderwijs aan. 80% van de bevolking werkt als landbouwer en 19,5% houdt zich bezig met veeteelt. Het belangrijkste landbouwproduct is maniok; overige belangrijke producten zijn pinda's, mais en zoete aardappelen. Verder is 0,5% actief in de dienstensector.